# Radical 1
El Radical 1, que significa "u", és un dels sis radicals tradicionals de l'escriptura xinesa que només consta d'un traç. Amb 27 caràcters relacionats al Mathews' Chinese-English Dictionary té una freqüència d'aparició mitjana. El radical 1 pertany, com a traç horitzontal (橫 héng), als traços bàsics de l'escriptura xinesa (永字八法Yǒngzì Bāfǎ), el fonament de la cal·ligrafia xinesa
Explicació del concepte radical: Radical (escriptura xinesa)

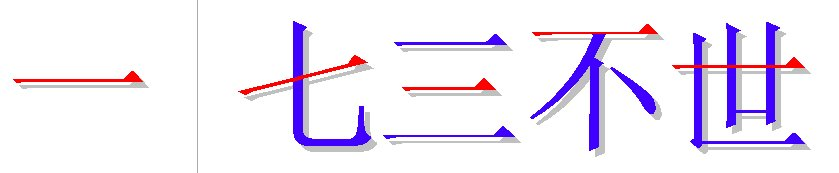
El radical 1 emprat en diversos caràcters

El caràcter es desenvolupa a partir de la representació gràfica d'un dit índex estès, és per això que, a diferència del nombre romà I, s'escriu horitzontalment. Altres fonts sostenen que aquest caràcter prové d'una antiga eina xinesa.
El significat bàsic del caràcter també s'amplia cap als significats "unitat" i "unió".

## Pronuncia
- Xinès: Bopomofo 一 oder Pinyin yī (= u)
- Japonès: Hiragana いちichi (= u)
- Coreà: Hangul 한 han (coreà) o 일 il (= u)

## Caràcters que contenen el radical 1
| Traços | Caràcters                  |
| ------ | -------------------------- |
| 0      | 一                         |
| +1     | 丁 丂 七 丄 丅 丆          |
| +2     | 万 丈 三 上 下 丌 与       |
| +3     | 不 丏 丐 丑 丒 专          |
| +4     | 且 丕 世 丘 丙 业 丛 东 丝 |
| +5     | 丞 丟 丠 両                |
| +6     | 丣 两 严                   |
| +7     | 並 丧                      |